# يوليوس شرايبر
يوليوس شرايبر (بالألمانية: Julius Schreiber)‏ هو طبيب باطني ألماني، ولد في 28 فبراير 1848 في Śrem ‏ في بولندا، وتوفي في 18 سبتمبر 1932 في كونيغسبرغ في الإمبراطورية الروسية.